# おじさんとマシュマロ
『おじさんとマシュマロ』は音井れこ丸による日本の漫画作品。略称は「おじマシュ」。ウェブコミックとしてイラスト投稿サイト「pixiv」に掲載された後、2015年11月からは「pixivコミック」内で運営されている、一迅社とpixivの共同運営によるウェブコミック配信サイト『comic POOL』にて配信されている。
2017年10月6日配信の26話で完結、結婚した日下と若林の娘のましろを主人公とした続編『おじさんとようじょとマシュマロ』を2018年3月16日より配信。

## ストーリー
中年サラリーマン・日下に思いを寄せる同僚のOL・若林は、彼に接近するために彼の大好物であるマシュマロで彼の気を引こうとするが、その気持ちには気づいてもらえない。果たして若林の思いは日下に届くのか？

## キャラクター
日下 幅広（ひげ はばひろ）
声 - 稲田徹
本作の主人公。「ネットに関係する会社」（略称：ネッ関）に勤務する中年サラリーマン。メタボ体形で口ひげを生やしており、若林からは「ヒゲさん」と呼ばれる。性格はすこぶる温厚。
元気田堂が製造・販売している「食べっこマシュマロ」が大好物。元気田堂に月一で工場見学に行っており、工場とそこで働く人々への感謝と商品に対する愛情に溢れた態度から、工場の人々に「妖精」と呼ばれて親しまれている。その「食べっこマシュマロ」が生産終了と聞いてショックを受けるが、実はリニューアルして「新食べっこマシュマロ」となることを工場の人から聞くと号泣して喜んでいる。幼い頃は偏った考え方の父親が原因で甘い物（砂糖）が食べられなかった。ちなみに両親は父親の浮気が原因で離婚している。母親は若林に似ている。姉が存在する。
若林 伊織（わかばやし いおり）
声 - 喜多村英梨
日下の同僚のOLで24歳。普段はクールだが、日下のことが大好きで、彼の気を引くためにマシュマロを手渡しなどでプレゼントしようとする。しかし、日下はマシュマロの方に気が向いてしまうためになかなかその思いに気づいてもらえず、いつしか口移しや「あーん」させたり、また自らの肉体を惜しみなく差し出そうとするなど行動がどんどんエスカレートしていく。日下との子が欲しいらしく、自らの基礎体温表を作って日下に提出しようとしている。弟の勇が自分と日下を引き裂こうしていたのを知った時は顔面を整形するかの勢いで物理的制裁を与えた。
作者の別作品『若林くんが寝かせてくれない』に登場する学生・若林郁乃とはいとこ同士。
若林 勇（わかばやし いさむ）
声 - 柿原徹也
伊織の弟の学生。シスコンで姉のことが好きだが、それまでイケメンばかりハマっていた姉が突然中年の日下に恋したことを「騙されている」と思い込み、目を覚まさせようと2人の仲を邪魔すべく画策している。しかし、計画がばれて姉から壮絶な制裁を受ける。その後、MIO5に恋をするようになる。
「おじさんとましまろ」では、姪の「ましろ」に嫌われているが、彼女の好物のマシュマロを使って気を引こうとする姿が描かれている。
MIO5（みおこ）
声 - 花澤香菜
日下・若林と同会社・別部署のOLで、本名は「未央子」。「MIO5」はイラストレーターとしてのペンネーム。30歳。通勤時に痴漢に遭っていたところを助けてくれた日下に恋するようになり、マシュマロのような巨乳を武器として彼にアタックする。若林とは以前から面識があるが、日下を巡る恋のライバルとなる。
一人称は「オラ」。語尾に「デガス」を付けることが多く、若林からは「デガス」とも呼ばれる。
向井（むかい）
声 - 田口香織
日下と若林のマシュマロを巡る攻防を傍から見守るOL。ロングヘア。町田とのコンビで「傍観ガールズ」と称される。時折若林を含めた3人で女子会を開く。
町田（まちだ）
声 - 木下鈴奈
向井と「傍観ガールズ」を組むOL。メガネをかけている。
課長
声 - チョー
日下・若林の上司。この2人がデキていると勘違いしている。媚薬などの妙な薬を調合する特技を持っている。『若林くんが寝かせてくれない』に登場する西宮宝子が住むアパートの隣の一軒家に住んでいる。
社長
声 - 小西克幸
マシュマロ工場の先輩
声 - 吉富ちか
元気田堂マシュマロ工場に勤務。少々口の悪い、巨乳の持ち主。時折工場見学に訪れる日下のことは自身の先輩から聞かされていた。タクシー運転手をしている父親がいる。
マシュマロ工場の後輩
声 - 古木のぞみ
製造の他にも工場見学の案内を担当しているが、マシュマロを試食して涙する日下に若干引いている。メガネ女子。
デビット
アメリカから来たイケメン
能勢 元気
日下提案の引き抜きパーティーに参加し他社より引き抜かれたシステムエンジニア。実は元気田堂の社長の娘。

## 書籍情報
- 音井れこ丸『おじさんとマシュマロ』一迅社、全5巻
  1. おじさんとマシュマロ 2014年11月5日発売、ISBN 978-4-7580-0830-3
  2. もっと！おじさんとマシュマロ 2015年6月25日発売、ISBN 978-4-7580-0859-4
  3. そうだ！おじさんとマシュマロ 2016年1月25日発売、ISBN 978-4-7580-0890-7
  4. よんだら おじさんとマシュマロ 2017年1月25日発売、ISBN 978-4-7580-0938-6
  5. ごーごー おじさんとマシュマロ 2017年11月25日発売、ISBN 978-4-7580-0963-8
- 音井れこ丸『おじさんとようじょとマシュマロ』一迅社、既刊1巻
  1. おじさんとようじょとマシュマロ 2019年3月25日発売、ISBN 978-4-7580-2034-3

## テレビアニメ
2015年6月にアニメ化が発表され、5分枠の短編テレビアニメとして2016年1月から3月まで放送された。
放送前週に担当声優5人出演による「放送直前スペシャル」を放送。ネット配信では第0話という扱いになる。
第2話から第5話までと第9話以降、番組の最後に実写コーナー『工場の先輩・後輩の○○秒スーパーマシュマロクッキング』を放送。出演は吉富睦と古木のぞみ、ゲストに稲田徹。

### スタッフ
- 原作 - 音井れこ丸『おじさんとマシュマロ』『もっと！おじさんとマシュマロ』（一迅社刊）
- 総監督 - ひらさわひさよし
- アニメーション監督 - 佐々木勅嘉
- シナリオ -  岡篤志
- キャラクターデザイン - 白川茉莉、なつのはむと
- 美術監督 - 倉根久信
- 編集 - 金山慶成
- 音楽 - shusei
- 音響監督 - 大室正勝
- 音響制作 - ダックスプロダクション
- プロデューサー - 鈴木海斗、新宿五郎、斉田秀之、安倍孝二、伊藤大河、出口雅史、はたなかたいち
- 企画・プロデュース - 石塚治寿
- アニメーション制作 - Creators in Pack
- 制作プロダクション - ドリームクリエイション
- 製作 - 元気田堂広報部

### 主題歌
作詞・作曲・編曲は全てshusei。
「メッセージ」（第1、3、6、12話）
歌 - 若林伊織（喜多村英梨）
「ラビリンス」（第2、4、10話）
歌 - 若林伊織（喜多村英梨）
「yell」（第5話）
歌 - 向井（田口香織）、町田（木下鈴奈）
「あの時見た鳥は今」（第7話）
歌 - MIO5（花澤香菜）
「元気田堂社歌」（第8話）
「私はアイドル...デガス」（第9話）
歌 - MIO5（花澤香菜）
「マシュマロ・ファクトリー」（第13話）
歌 - 先輩（吉富ちか）、後輩（古木のぞみ）

### 各話リスト
| 話数              | サブタイトル           | コンテ              | 演出       | 作画監督                                           | 総作画監督        |
| ----------------- | ---------------------- | ------------------- | ---------- | -------------------------------------------------- | ----------------- |
| 1個目             | 日下さんとマシュマロ   | 佐々木勅嘉 岩田幸子 | 佐々木勅嘉 | 白川茉莉 福地和浩                                  | 鶴田愛            |
| 2個目             | 雨とマシュマロ         | 佐々木勅嘉 鶴田愛   | 佐々木勅嘉 | 阿部加奈子                                         | 鶴田愛            |
| 3個目             | 電車とマシュマロ       | 佐々木勅嘉 鶴田愛   | 佐々木勅嘉 | 桜井柚都子 鶴田愛                                  | 鶴田愛            |
| 4個目             | 妖精とマシュマロ       | 佐々木勅嘉          | 佐々木勅嘉 | 佐々木一浩、阿部加奈子 鶴田愛                      | 鶴田愛            |
| 5個目             | 飲み会とマシュマロ     | 佐々木勅嘉          | おゆなむ   | 桜井柚都子                                         | 鶴田愛            |
| 6個目             | 弟とマシュマロ         | 佐々木勅嘉 畠山佳苗 | おゆなむ   | 畠山佳苗 阿部加奈子                                | 鶴田愛            |
| 7個目             | 未央子とマシュマロ     | 佐々木勅嘉 藤原利恵 | 佐々木勅嘉 | 鶴田愛 阿部加奈子                                  | 鶴田愛            |
| 8個目             | サプライズとマシュマロ | 佐々木勅嘉 岩田幸子 | おゆなむ   | 花井柚都子、阿部加奈子 樫内乃恵子                  | 鶴田愛            |
| 9個目             | 普通とマシュマロ       | 佐々木勅嘉 鶴田愛   | 高山秀樹   | 鶴田愛、阿部加奈子 Kim Jeongchul                   | 鶴田愛            |
| 10個目            | 遊園地とマシュマロ     | 佐々木勅嘉 佐竹秀幸 | おゆなむ   | Hwang Youngsik                                     | 鶴田愛            |
| 11個目            | 温泉旅行とマシュマロ   | 佐々木勅嘉 高橋端紀 | 佐々木勅嘉 | 高橋端紀 佐々木勅嘉                                | 鶴田愛            |
| 12個目            | 若林とマシュマロ       | 佐々木勅嘉 畠山佳苗 | 佐々木勅嘉 | 鶴田愛 阿部加奈子                                  | 鶴田愛            |
| 13個目 （未放送） | 日下さんと夢マシュマロ | 佐々木勅嘉 黒崎隼人 | 佐々木勅嘉 | 花井柚都子、阿部加奈子 佐竹秀幸、佐々木勅嘉 鶴田愛 | 鶴田愛 阿部加奈子 |

### 放送局
| 放送期間               | 放送時間                     | 放送局     | 対象地域 | 備考             |
| ---------------------- | ---------------------------- | ---------- | -------- | ---------------- |
| 2016年1月8日 - 3月25日 | 金曜 1:00 - 1:05（木曜深夜） | テレ玉     | 埼玉県   | 製作参加         |
|                        | 金曜 1:30 - 1:35（木曜深夜） | KBS京都    | 京都府   |                  |
|                        | 金曜 22:40 - 22:45           | AT-X       | 日本全域 | リピート放送あり |
| 2016年1月11日 -        | 月曜 2:30 - 2:35（日曜深夜） | tvk        | 神奈川県 |                  |
| 2016年1月12日 -        | 火曜 2:30 - 2:35（月曜深夜） | サンテレビ | 兵庫県   |                  |

| 配信期間        | 配信時間        | 配信サイト         | 備考                                                                          |
| --------------- | --------------- | ------------------ | ----------------------------------------------------------------------------- |
| 2016年1月12日 - | 火曜 12:00 更新 | dアニメストア      |                                                                               |
|                 | 火曜 21:00 更新 | ニコニコチャンネル | 1月5日から第0話配信 第0話・第1話無料、第2話以降1週間無料                      |
|                 |                 | GYAO!              | 第0話・第1話同時配信開始 第0話・第1話無料、第2話以降1週間無料                 |
|                 |                 | バンダイチャンネル | 第0話・第1話同時配信開始 第0話・第1話無料、第2話以降有料 有料会員は全話見放題 |

### ラジオ
『喜多村英梨と花澤香菜の＼おじマシュ〜Radio☆／』のタイトルで2016年1月7日から3月24日まで毎週木曜 0:30 - 1:00（水曜深夜）にラジオ関西のアニたまどっとコム枠にて放送されていた。1月11日から3月28日まで毎週月曜に同局公式HPにてネット配信も行なわれた。出演は喜多村英梨（若林伊織 役）と花澤香菜（MIO5 役）の両名。